# 馆陶镇
馆陶镇，是中华人民共和国河北省邯郸市馆陶县下辖的一个乡镇级行政单位。

## 行政区划
馆陶镇下辖以下地区：
姜沿村、东苏村、谭庄村、杨庄村、后刘庄村、陶北村、后徐庄村、陶南村、南马固村、车疃村、闫沿村、北马固村、吕庄村、尚沿村、刘沿村、中马固村、鲍沿村、李沿村、孙庄村、蔺村、大刘庄村、刘路疃村、李庄村、郑沿村、东宝村、许路疃村、社里堡村、安静村、赵沿村、西苏村和陶西村。